# Anderson Bridge

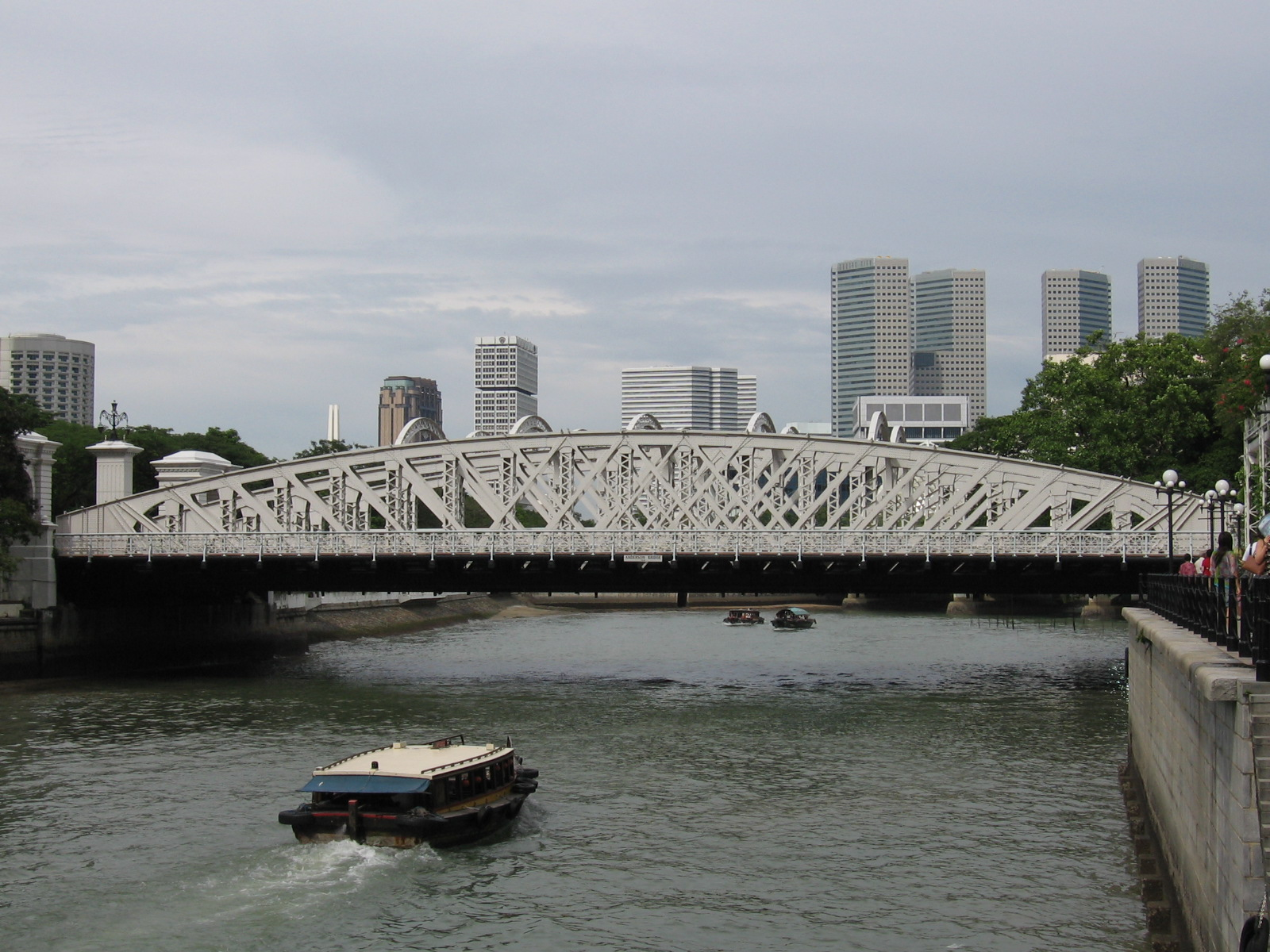
Anderson Bridge (Dezember 2005)

Die Anderson Bridge ist eine Fachwerk-Straßenbrücke in Singapur. Sie führt über den Singapore River und wurde 1910 eröffnet.  Die Brücke ist 70 m lang und 23 m breit. Sie besteht aus drei miteinander verbundenen Stahlbögen und trägt zwei vom mittleren Stahlbogen voneinander getrennte zweispurige Fahrbahnen. Links und rechts befindet sich je ein Weg für Fußgänger.
Die Planung für diese Fahrzeug- und Fußgängerbrücke Brücke reicht zurück bis 1901. Die Singapore River Commission (Singapurer Flussausschuss) stellte fest, dass die 1869 erbaute Cavenagh Bridge für den zunehmenden Verkehr zwischen dem Geschäfts- und dem Regierungsviertel nicht mehr ausreichend war. Deshalb wurde der Bau einer neuen Brücke beschlossen. Die Regierung der Straits Settlements beauftragte 1904 die Gemeinde von Singapur mit der Ausarbeitung genauer Pläne für eine neue Brücke.
Baubeginn war 1908, die Eröffnung erfolgte am 12. März 1910 durch Sir John Anderson, den damaligen Gouverneur der Straits Settlements, nach welchem die Brücke auch benannt ist.
1997 wurde zur weiteren Verkehrsentlastung die Esplanade Bridge eröffnet, die Anderson Bridge behielt aber ihre Funktion als Straßenbrücke. Über beide Brücken führt seit 2008 der Marina Bay Street Circuit für den Großen Preis von Singapur der Formel 1.